# 畺良耶舎
畺良耶舎（きょうりょうやしゃ、梵: Kālayaśas、カーラヤシャス、382年 - 443年）は、西域出身の訳経僧である。 

## 生涯
阿毘曇・律に通じ、特に禅観（止観）に造詣が深かった。三蔵と呼ばれ、いくつかの経典を翻訳している。 
元嘉の初めに、南朝宋の建康に入って、鍾山の道林精舎で僧含に請われて『観薬王薬上二菩薩経』『仏説観無量寿経』などを訳した。
元嘉20年（443年）、蜀方面に伝道の中途で、江陵にて没す。享年60。